# Dorcopsis muelleri
El dorcopsis marrón (Dorcopsis muelleri) es una especie de marsupial de la familia Macropodidae. Es endémico de las tierras bajas de Nueva Guinea Occidental y las islas próximas de Misool, Salawati y Yapen (Indonesia).

## Subespecies
Se reconocen las siguientes:
- D. m. muelleri
- D. m. lorentzii
- D. m. mysoliae
- D. m. yapeni